# Lycodichthys dearborni
Lycodichthys dearborni är en fiskart som först beskrevs av Dewitt 1962.  Lycodichthys dearborni ingår i släktet Lycodichthys och familjen tånglakefiskar. Inga underarter finns listade i Catalogue of Life.